# Bernd Rosenberger (Fußballspieler)
Bernd Rosenberger (* 22. Juli 1947) ist ein ehemaliger Fußballtorhüter, der zwei Bundesligaspiele für Werder Bremen bestritt.

## Karriere
Bernd Rosenberger wechselte vor der Saison 1972/73 von Bremen 1860 zunächst in die Amateurabteilung von Werder Bremen, wo er für gute Leistungen gelobt wurde. Schon schnell rückte er auf Grund der dreimonatigen Sperre von Dieter Burdenski, der in den Bundesligaskandal verwickelt war, zur Nummer 2 hinter Günter Bernard des Profikaders  auf. Am 28. Spieltag trat der Ernstfall ein und Rosenberger kam vor 6000 Zuschauern gegen den VfB Stuttgart zu seinem ersten Bundesligaspiel. Das Spiel ging mit 0:2 verloren. Auch im nächsten Spiel gegen den Hamburger SV kam Rosenberger wieder zum Einsatz und kassierte schon in den ersten 10 Minuten die ersten beiden Gegentreffer. Es folgten zwei weitere, sodass das dieses Spiel mit 1:4 verloren ging. Dies sollte zugleich Rosenberg letzter Auftritt auf der Bundesligabühne gewesen sein, denn Rosenberger wechselte nach dieser Saison in die Bremer Landesliga zurück.